# 鹿島郡
- 令制国一覧 > 北陸道 > 能登国 > 鹿島郡
- 日本 > 中部地方 > 石川県 > 鹿島郡

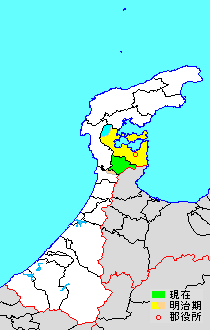
石川県鹿島郡の範囲（緑：中能登町 水色：後に他郡から編入した区域 薄黄：後に他郡に編入された区域）

鹿島郡（かしまぐん）は、石川県（能登国）の郡。ここでは前身にあたる能登郡（のとぐん）についても記述する。
人口15,361人、面積89.45km²、人口密度172人/km²。（2025年3月1日、推計人口）
以下の1町を含む。
- 中能登町（なかのとまち）

## 郡域
1878年（明治11年）に行政区画として発足した当時の郡域は、上記1町のほか、下記の区域にあたる。
- 七尾市の大部分（中島町大平・中島町古江・中島町上畠・中島町河内・中島町鳥越・中島町北免田・中島町西谷内・中島町町屋・中島町藤瀬を除く）
- 羽咋市の一部（大町・四柳町・酒井町・金丸出町・下曽弥町・鹿島路町・西潟町）

## 歴史

### 古代
当初は能登郡（のとぐん）という名称であった。元は越前国の一郡であったが、養老2年5月2日（718年6月4日）に羽咋郡・鳳至郡・珠洲郡とともに分立して能登国となり、七尾に国府が置かれた。天平13年12月10日（742年1月20日）から天平宝字元年（757年）までは越中国に属した。後に鹿島郡に改名した。古代の郡域は後の鳳至郡（現・鳳珠郡）の中ほどを東西に走る稜線の南側までを含んだと考えられている。

### 近世以降の沿革
- 寛文11年5月4日（1671年6月10日）、鹿島郡は能登郡と改称されたが[1]、元禄13年8月21日（1700年9月23日）、鹿島郡に戻された[2]。

- 「旧高旧領取調帳データベース」に記載されている明治初年時点での支配は以下の通り[注釈 1]。幕府領は加賀藩預地。旗本領は土方氏領。《　》は同データベースでは左記の村に含まれていると見られる。（1町191村）[注釈 2]

| 知行         | 知行           | 村数      | 村名 |
| ------------ | -------------- | --------- | --- |
| 幕府領       | 幕府領         | 17村      | 黒崎村、外村、田岸村、別所村（現・七尾市中島町別所）、深浦村、谷内村、下村（現・七尾市下町）、八幡村、熊淵村、山崎村、花園村、東浜村、大泊村、佐々波村、庵村、江泊村、大野木村 |
| 幕府領       | 旗本領         | 5村       | 清水平村、小栗村、槙山村、柑子山村、外林村 |
| 藩領         | 加賀藩         | 1町 163村 | 七尾町、白馬村、満仁村、奥原村、直津村、古府村、《藤野村》、般若野村、和倉村、藤橋村、舟尾村、細口村、国分村、池崎村、松百村、《新保村》、赤浦村、《赤浦新村》、津向村、小島村、古城村、《後畠村、竹町村、古屋敷村、小池川原村》、所口村、矢田村、《矢田新村》、府中村、菅沢村、大田村、《大田新村》、沢野村、麻生村、佐味村、殿村、三室村、《町屋村》、岡村、万行村、佐野村、須能村、上湯川村、鵜浦村、二宮村、八田村、《中挟村》、国下村、坪川村、三階村、若林村、在江村、千野村、久乃木村、西村、武部村、江曽村、今羽坂村、新庄村、飯川村、多根村、浜田村、上町村、宮前村、横田村、山戸田村、外原村、中島村、長浦村、小牧村、八ヶ崎村、曲村、須曽村、南村、祖母ヶ浦村、二穴村、佐波村、久木村、《田尻村》、半浦村、無関村、通村、閨村、野崎村、《小浦村》、別所村（現・七尾市能登島別所町）、向田村、日出ヶ島村、鰀目村、長崎村、酒井村、四柳村、大町村、小金森村、高畠村、《高畠村原山分》、小田中村、《小田中村原山分》、久江村、《久江村原山分》、藤井村、尾崎村、水白村、小竹村、東馬場村、浅井村、最勝講村、井田村、芹川村、《芹川村原山分》、徳前村、鹿島路村、金丸村、《金丸出村》、祖祢村、下曽祢村、能登部下村、上村、能登部下村後山分、上村後山分、西馬場村、良川村、羽坂村、末坂村、春木村、大槻村、瀬戸村、花見月村、黒氏村、一青村、三階村、温井村、伊久留村、七原村、吉田村、下村（現・七尾市西下町）、杉森村、高田村、田鶴浜村、川尻村、三引村、深見村、《白浜村》、大津村、塩津村、笠師村、《笠師新村》、豊田村、河崎村、土川村、萩屋村、潟崎村、福田村、徳丸村、深沢村、廿九日村、蟻ヶ原村、天神川原村、新屋村、垣吉村、鶴尾尻村、筆染村、奥吉田村、崎山村 |
| 幕府領・藩領 | 幕府領・加賀藩 | 5村       | 横見村、瀬嵐村、祖浜村、川田村、石崎村 |
| その他       | 寺社領         | 1村       | 石動山 |

- 明治2年6月17日（1869年7月25日） - 版籍奉還により加賀藩（通称）の正式名称が金沢藩となる。
- 明治3年5月22日（1870年6月20日） - 幕府領・旗本領が高山県の管轄となる[3]。
- 明治4年
  - 7月14日（1871年8月29日） - 廃藩置県により、藩領が金沢県の管轄となる。
  - 11月20日（1871年12月31日） - 第1次府県統合により、全域が七尾県の管轄となる。
- 明治5年9月27日（1872年10月29日） - 石川県の管轄となる。
- 明治初年
  - 日用川河口両岸より奥吉田新村が起立。（1町192村）
  - 別所村（現・七尾市能登島別所町）が改称して島別所村となる。
- 明治8年（1875年） - 槙山村が小栗村に合併。（1町191村）
- 明治11年（1878年）12月17日 - 郡区町村編制法の石川県での施行により、行政区画としての鹿島郡が発足。郡役所が七尾町に設置。
- 明治14年（1881年） - 三階村が二宮川を境に分割され、東三階村・西三階村となる。（1町192村）
- 明治17年（1884年） - 下村（現・七尾市西下町）が改称して西下村となる。
- 明治20年（1887年） - 萩屋村が土川村に合併。（1町191村）

### 町村制以降の沿革
- 明治22年（1889年）4月1日 - 町村制の施行により、以下の町村が発足。特記以外は現・七尾市。（1町30村）

- 七尾町 ← 七尾町、府中村［一部］、藤橋村［一部］、所口村［一部］、小島村［一部］
- 余喜村 ← 大町村、四柳村、酒井村、金丸出村、下曽弥村（現・羽咋市）
- 鹿島路村 ← 鹿島路村、潟崎村（現・羽咋市）
- 御祖村 ← 高畠村、高畠村原山分、小金森村、福田村、藤井村、小田中村、祖祢村、小田中村原山分（現・中能登町）
- 能登部村 ← 能登部下村、能登部下村後山分、徳丸村、上村、上村後山分、西馬場村（現・中能登町）
- 鳥屋村 ← 良川村、一青村、黒氏村、深沢村、新庄村、春木村、川田村、大槻村、末坂村、羽坂村、今羽坂村、廿九日村（現・中能登町）
- 滝尾村 ← 小竹村、水白村、久江村、久江村原山分、尾崎村、井田村、東馬場村、最勝講村（現・中能登町）
- 越路村 ← 二宮村、芹川村、芹川村原山分、浅井村、徳前村、武部村、石動山、坪川村、在江村、蟻ヶ原村、西村、久乃木村（現・中能登町）
- 南大呑村 ← 黒崎村、花園村、東浜村、大泊村、山崎村、熊淵村
- 北大呑村 ← 佐々波村、菅沢村、須能村、麻生村、小栗村、清水平村、外林村、江泊村、柑子山村、庵村、大野木村
- 崎山村 ← 上湯川村、岡村、三室村、鵜浦村
- 東湊村 ← 佐味村、万行村、佐野村、大田村、沢野村、殿村、大田新村
- 矢田郷村 ← 府中村［大部分］、藤橋村［大部分］、所口村［大部分］、天神川原村、藤野村、後畠村、竹町村、古屋敷村、古城村、古府村、矢田村、小池川原村、矢田新村
- 徳田村 ← 八幡村、千野村、国下村、中挟村、多根村、八田村、白馬村、細口村、国分村、若林村、飯川村、江曽村、下村
- 西湊村 ← 小島村［大部分］、津向村、直津村、赤浦村、赤浦新村、松百村、新保村、祖浜村
- 端村 ← 新屋村、川尻村、垣吉村、舟尾村、奥原村、和倉村
- 高階村 ← 西三階村、町屋村、温井村、池崎村、般若野村、東三階村、満仁村
- 相馬村 ← 伊久留村、七原村、吉田村、西下村（現・七尾市）、瀬戸村、花見月村（現・中能登町）
- 田鶴浜村 ← 田鶴浜村、鶴尾尻村
- 赤蔵村 ← 三引村、高田村、杉森村
- 金ヶ崎村 ← 白浜村、深見村、大津村
- 笠師保村 ← 筆染村、笠師村、笠師新村、塩津村
- 豊川村 ← 豊田村、豊田町村、河崎村、奥吉田村、崎山村、奥吉田新村、外原村、土川村
- 熊木村 ← 上町村、山戸田村、浜田村、横田村、宮前村、谷内村
- 西岸村 ← 横見村、田岸村、小牧村、深浦村、外村、長浦村、瀬嵐村、別所村
- 東島村 ← 祖母ヶ浦村、鰀目村、長崎村、八ヶ崎村、小浦村、野崎村、日出ヶ島村、二穴村
- 中乃島村 ← 向田村、曲村、佐波村、島別所村
- 西島村 ← 南村、無関村、閨村、通村、久木村、田尻村、半浦村、須曽村
- 金丸村（単独村制。現・中能登町）
- 石崎村、中島村（それぞれ単独村制）

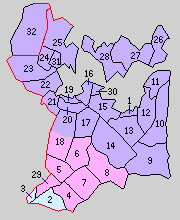
1.七尾町 2.余喜村 3.鹿島路村 4.御祖村 5.能登部村 6.鳥屋村 7.滝尾村 8.越路村 9.南大呑村 10.北大呑村 11.崎山村 12.東湊村 13.矢田郷村 14.徳田村 15.西湊村 16.端村 17.高階村 18.相馬村 19.田鶴浜村 20.赤蔵村 21.金ヶ崎村 22.笠師保村 23.豊川村 24.熊木村 25.西岸村 26.東島村 27.中乃島村 28.西島村 29.金丸村 30.石崎村 31.中島村（紫：七尾市 水色：羽咋市 桃：中能登町）

- 明治24年（1891年）7月1日 - 郡制を施行。
- 明治26年（1893年）2月17日 - 滝尾村の一部（久江・久江原山分）が分立して久江村が発足。（1町31村）
- 大正12年（1923年）4月1日 - 郡会が廃止。郡役所は存続。
- 大正15年（1926年）7月1日 - 郡役所が廃止。以降は地域区分名称となる。
- 昭和9年（1934年）
  - 6月1日 - 田鶴浜村・端村・赤蔵村が合併して和倉町が発足。（2町28村）
  - 10月1日 - 能登部村が町制施行して能登部町となる。（3町27村）
- 昭和10年（1935年）時点での当郡の面積は392.79平方km、人口は83,168人（男39,713人・女43,455人）[注釈 10]。
- 昭和14年（1939年）
  - 7月20日
    - 七尾町・東湊村・矢田郷村・徳田村・西湊村・石崎村および和倉町の一部（奥原・和倉）が合併して七尾市が発足し、郡より離脱。（2町22村）
    - 和倉町の残部が改称して田鶴浜町となる。

  - 11月3日 - 鳥屋村が町制施行して鳥屋町となる。（3町21村）
- 昭和17年（1942年）1月1日 - 越路村が町制施行して越路町となる。（4町20村）
- 昭和23年（1948年）4月1日 - 羽咋郡釶打村の所属郡が本郡に変更。（4町21村）
- 昭和29年（1954年）3月31日（5町9村）
  - 北大呑村・崎山村・南大呑村・高階村が七尾市に編入。
  - 西岸村・釶打村・熊木村・中島村・豊川村・笠師保村が合併して中島町が発足。
  - 田鶴浜町・金ヶ崎村および相馬村の一部（伊久留・七原・吉田・西下）が合併し、改めて田鶴浜町が発足。
  - 相馬村の残部（瀬戸・花見月）が鳥屋町に編入。
- 昭和30年（1955年）
  - 1月1日 - 越路町・滝尾村・久江村・御祖村が合併して鹿島町が発足。（5町6村）
  - 2月1日 - 東島村・中乃島村・西島村が合併して能登島町が発足。（6町3村）
- 昭和31年（1956年）9月30日（6町）
  - 能登部町・金丸村が合併して鹿西町が発足。
  - 余喜村・鹿島路村が羽咋郡羽咋町・邑知町と合併し、改めて羽咋郡羽咋町が発足、郡より離脱。
- 平成16年（2004年）10月1日 - 田鶴浜町・中島町・能登島町が七尾市と合併し、改めて七尾市が発足、郡より離脱。（3町）
- 平成17年（2005年）3月1日 - 鳥屋町・鹿島町・鹿西町が合併して中能登町が発足。（1町）

### 変遷表
| 明治以前         | 明治以前         | 明治初年 - 明治22年          | 明治22年 4月1日 町村制施行 | 明治22年 - 昭和9年           | 昭和10年 - 昭和24年                  | 昭和20年 - 昭和29年                | 昭和30年 - 昭和64年              | 平成元年 - 現在         | 現在     |
| ---------------- | ---------------- | ---------------------------- | -------------------------- | ---------------------------- | ------------------------------------ | ---------------------------------- | -------------------------------- | ----------------------- | -------- |
| 羽咋郡大平村     | 羽咋郡大平村     | 羽咋郡大平村                 | 羽咋郡 釶打村              | 羽咋郡釶打村                 | 昭和23年4月1日 所属変更 鹿島郡釶打村 | 昭和29年3月31日 中島町             | 中島町                           | 平成16年10月1日 七尾市  | 七尾市   |
| 羽咋郡古江村     | 羽咋郡古江村     | 羽咋郡古江村                 | 羽咋郡 釶打村              | 羽咋郡釶打村                 | 昭和23年4月1日 所属変更 鹿島郡釶打村 | 昭和29年3月31日 中島町             | 中島町                           | 平成16年10月1日 七尾市  | 七尾市   |
| 羽咋郡上畠村     | 羽咋郡上畠村     | 羽咋郡上畠村                 | 羽咋郡 釶打村              | 羽咋郡釶打村                 | 昭和23年4月1日 所属変更 鹿島郡釶打村 | 昭和29年3月31日 中島町             | 中島町                           | 平成16年10月1日 七尾市  | 七尾市   |
| 羽咋郡河内村     | 羽咋郡河内村     | 羽咋郡河内村                 | 羽咋郡 釶打村              | 羽咋郡釶打村                 | 昭和23年4月1日 所属変更 鹿島郡釶打村 | 昭和29年3月31日 中島町             | 中島町                           | 平成16年10月1日 七尾市  | 七尾市   |
| 羽咋郡鳥越村     | 羽咋郡鳥越村     | 羽咋郡鳥越村                 | 羽咋郡 釶打村              | 羽咋郡釶打村                 | 昭和23年4月1日 所属変更 鹿島郡釶打村 | 昭和29年3月31日 中島町             | 中島町                           | 平成16年10月1日 七尾市  | 七尾市   |
| 羽咋郡免田村     | 羽咋郡免田村     | 明治16年 改称 羽咋郡北免田村 | 羽咋郡 釶打村              | 羽咋郡釶打村                 | 昭和23年4月1日 所属変更 鹿島郡釶打村 | 昭和29年3月31日 中島町             | 中島町                           | 平成16年10月1日 七尾市  | 七尾市   |
| 羽咋郡西谷内村   | 羽咋郡西谷内村   | 羽咋郡西谷内村               | 羽咋郡 釶打村              | 羽咋郡釶打村                 | 昭和23年4月1日 所属変更 鹿島郡釶打村 | 昭和29年3月31日 中島町             | 中島町                           | 平成16年10月1日 七尾市  | 七尾市   |
| 羽咋郡町屋村     | 羽咋郡町屋村     | 羽咋郡町屋村                 | 羽咋郡 釶打村              | 羽咋郡釶打村                 | 昭和23年4月1日 所属変更 鹿島郡釶打村 | 昭和29年3月31日 中島町             | 中島町                           | 平成16年10月1日 七尾市  | 七尾市   |
| 羽咋郡藤瀬村     | 羽咋郡藤瀬村     | 羽咋郡藤瀬村                 | 羽咋郡 釶打村              | 羽咋郡釶打村                 | 昭和23年4月1日 所属変更 鹿島郡釶打村 | 昭和29年3月31日 中島町             | 中島町                           | 平成16年10月1日 七尾市  | 七尾市   |
| 中島村           | 中島村           | 中島村                       | 中島村                     | 中島村                       | 中島村                               | 昭和29年3月31日 中島町             | 中島町                           | 平成16年10月1日 七尾市  | 七尾市   |
| 筆染村           | 筆染村           | 筆染村                       | 笠師保村                   | 笠師保村                     | 笠師保村                             | 昭和29年3月31日 中島町             | 中島町                           | 平成16年10月1日 七尾市  | 七尾市   |
| 笠師村           | 笠師村           | 笠師村                       | 笠師保村                   | 笠師保村                     | 笠師保村                             | 昭和29年3月31日 中島町             | 中島町                           | 平成16年10月1日 七尾市  | 七尾市   |
| 笠師新村         | 笠師新村         | 笠師新村                     | 笠師保村                   | 笠師保村                     | 笠師保村                             | 昭和29年3月31日 中島町             | 中島町                           | 平成16年10月1日 七尾市  | 七尾市   |
| 塩津村           | 塩津村           | 塩津村                       | 笠師保村                   | 笠師保村                     | 笠師保村                             | 昭和29年3月31日 中島町             | 中島町                           | 平成16年10月1日 七尾市  | 七尾市   |
| 豊田村           | 豊田村           | 豊田村                       | 豊川村                     | 豊川村                       | 豊川村                               | 昭和29年3月31日 中島町             | 中島町                           | 平成16年10月1日 七尾市  | 七尾市   |
| 豊田町村         | 豊田町村         | 豊田町村                     | 豊川村                     | 豊川村                       | 豊川村                               | 昭和29年3月31日 中島町             | 中島町                           | 平成16年10月1日 七尾市  | 七尾市   |
| 河崎村           | 河崎村           | 河崎村                       | 豊川村                     | 豊川村                       | 豊川村                               | 昭和29年3月31日 中島町             | 中島町                           | 平成16年10月1日 七尾市  | 七尾市   |
| 奥吉田村         | 奥吉田村         | 奥吉田村                     | 豊川村                     | 豊川村                       | 豊川村                               | 昭和29年3月31日 中島町             | 中島町                           | 平成16年10月1日 七尾市  | 七尾市   |
| 崎山村           | 崎山村           | 崎山村                       | 豊川村                     | 豊川村                       | 豊川村                               | 昭和29年3月31日 中島町             | 中島町                           | 平成16年10月1日 七尾市  | 七尾市   |
|                  |                  | 明治初年 起立 奥吉田新村     | 豊川村                     | 豊川村                       | 豊川村                               | 昭和29年3月31日 中島町             | 中島町                           | 平成16年10月1日 七尾市  | 七尾市   |
| 外原村           | 外原村           | 外原村                       | 豊川村                     | 豊川村                       | 豊川村                               | 昭和29年3月31日 中島町             | 中島町                           | 平成16年10月1日 七尾市  | 七尾市   |
| 土川村           | 土川村           | 明治20年 土川村              | 豊川村                     | 豊川村                       | 豊川村                               | 昭和29年3月31日 中島町             | 中島町                           | 平成16年10月1日 七尾市  | 七尾市   |
| 萩屋村           |                  | 明治20年 土川村              | 豊川村                     | 豊川村                       | 豊川村                               | 昭和29年3月31日 中島町             | 中島町                           | 平成16年10月1日 七尾市  | 七尾市   |
| 上町村           | 上町村           | 上町村                       | 熊木村                     | 熊木村                       | 熊木村                               | 昭和29年3月31日 中島町             | 中島町                           | 平成16年10月1日 七尾市  | 七尾市   |
| 山戸田村         | 山戸田村         | 山戸田村                     | 熊木村                     | 熊木村                       | 熊木村                               | 昭和29年3月31日 中島町             | 中島町                           | 平成16年10月1日 七尾市  | 七尾市   |
| 浜田村           | 浜田村           | 浜田村                       | 熊木村                     | 熊木村                       | 熊木村                               | 昭和29年3月31日 中島町             | 中島町                           | 平成16年10月1日 七尾市  | 七尾市   |
| 横田村           | 横田村           | 横田村                       | 熊木村                     | 熊木村                       | 熊木村                               | 昭和29年3月31日 中島町             | 中島町                           | 平成16年10月1日 七尾市  | 七尾市   |
| 宮前村           | 宮前村           | 宮前村                       | 熊木村                     | 熊木村                       | 熊木村                               | 昭和29年3月31日 中島町             | 中島町                           | 平成16年10月1日 七尾市  | 七尾市   |
| 谷内村           | 谷内村           | 谷内村                       | 熊木村                     | 熊木村                       | 熊木村                               | 昭和29年3月31日 中島町             | 中島町                           | 平成16年10月1日 七尾市  | 七尾市   |
| 横見村           | 横見村           | 横見村                       | 西岸村                     | 西岸村                       | 西岸村                               | 昭和29年3月31日 中島町             | 中島町                           | 平成16年10月1日 七尾市  | 七尾市   |
| 田岸村           | 田岸村           | 田岸村                       | 西岸村                     | 西岸村                       | 西岸村                               | 昭和29年3月31日 中島町             | 中島町                           | 平成16年10月1日 七尾市  | 七尾市   |
| 小牧村           | 小牧村           | 小牧村                       | 西岸村                     | 西岸村                       | 西岸村                               | 昭和29年3月31日 中島町             | 中島町                           | 平成16年10月1日 七尾市  | 七尾市   |
| 深浦村           | 深浦村           | 深浦村                       | 西岸村                     | 西岸村                       | 西岸村                               | 昭和29年3月31日 中島町             | 中島町                           | 平成16年10月1日 七尾市  | 七尾市   |
| 外村             | 外村             | 外村                         | 西岸村                     | 西岸村                       | 西岸村                               | 昭和29年3月31日 中島町             | 中島町                           | 平成16年10月1日 七尾市  | 七尾市   |
| 長浦村           | 長浦村           | 長浦村                       | 西岸村                     | 西岸村                       | 西岸村                               | 昭和29年3月31日 中島町             | 中島町                           | 平成16年10月1日 七尾市  | 七尾市   |
| 瀬嵐村           | 瀬嵐村           | 瀬嵐村                       | 西岸村                     | 西岸村                       | 西岸村                               | 昭和29年3月31日 中島町             | 中島町                           | 平成16年10月1日 七尾市  | 七尾市   |
| 別所村           | 別所村           | 別所村                       | 西岸村                     | 西岸村                       | 西岸村                               | 昭和29年3月31日 中島町             | 中島町                           | 平成16年10月1日 七尾市  | 七尾市   |
| 祖母ヶ浦村       | 祖母ヶ浦村       | 祖母ヶ浦村                   | 東島村                     | 東島村                       | 東島村                               | 昭和30年2月1日 能登島町            | 能登島町                         | 平成16年10月1日 七尾市  | 七尾市   |
| 鰀目村           | 鰀目村           | 鰀目村                       | 東島村                     | 東島村                       | 東島村                               | 昭和30年2月1日 能登島町            | 能登島町                         | 平成16年10月1日 七尾市  | 七尾市   |
| 長崎村           | 長崎村           | 長崎村                       | 東島村                     | 東島村                       | 東島村                               | 昭和30年2月1日 能登島町            | 能登島町                         | 平成16年10月1日 七尾市  | 七尾市   |
| 八ヶ崎村         | 八ヶ崎村         | 八ヶ崎村                     | 東島村                     | 東島村                       | 東島村                               | 昭和30年2月1日 能登島町            | 能登島町                         | 平成16年10月1日 七尾市  | 七尾市   |
| 小浦村           | 小浦村           | 小浦村                       | 東島村                     | 東島村                       | 東島村                               | 昭和30年2月1日 能登島町            | 能登島町                         | 平成16年10月1日 七尾市  | 七尾市   |
| 野崎村           | 野崎村           | 野崎村                       | 東島村                     | 東島村                       | 東島村                               | 昭和30年2月1日 能登島町            | 能登島町                         | 平成16年10月1日 七尾市  | 七尾市   |
| 日出ヶ島村       | 日出ヶ島村       | 日出ヶ島村                   | 東島村                     | 東島村                       | 東島村                               | 昭和30年2月1日 能登島町            | 能登島町                         | 平成16年10月1日 七尾市  | 七尾市   |
| 二穴村           | 二穴村           | 二穴村                       | 東島村                     | 東島村                       | 東島村                               | 昭和30年2月1日 能登島町            | 能登島町                         | 平成16年10月1日 七尾市  | 七尾市   |
| 向田村           | 向田村           | 向田村                       | 中乃島村                   | 中乃島村                     | 中乃島村                             | 昭和30年2月1日 能登島町            | 能登島町                         | 平成16年10月1日 七尾市  | 七尾市   |
| 曲村             | 曲村             | 曲村                         | 中乃島村                   | 中乃島村                     | 中乃島村                             | 昭和30年2月1日 能登島町            | 能登島町                         | 平成16年10月1日 七尾市  | 七尾市   |
| 佐波村           | 佐波村           | 佐波村                       | 中乃島村                   | 中乃島村                     | 中乃島村                             | 昭和30年2月1日 能登島町            | 能登島町                         | 平成16年10月1日 七尾市  | 七尾市   |
| 別所村           | 別所村           | 明治初年 島別所村            | 中乃島村                   | 中乃島村                     | 中乃島村                             | 昭和30年2月1日 能登島町            | 能登島町                         | 平成16年10月1日 七尾市  | 七尾市   |
| 南村             | 南村             | 南村                         | 西島村                     | 西島村                       | 西島村                               | 昭和30年2月1日 能登島町            | 能登島町                         | 平成16年10月1日 七尾市  | 七尾市   |
| 無関村           | 無関村           | 無関村                       | 西島村                     | 西島村                       | 西島村                               | 昭和30年2月1日 能登島町            | 能登島町                         | 平成16年10月1日 七尾市  | 七尾市   |
| 閨村             | 閨村             | 閨村                         | 西島村                     | 西島村                       | 西島村                               | 昭和30年2月1日 能登島町            | 能登島町                         | 平成16年10月1日 七尾市  | 七尾市   |
| 通村             | 通村             | 通村                         | 西島村                     | 西島村                       | 西島村                               | 昭和30年2月1日 能登島町            | 能登島町                         | 平成16年10月1日 七尾市  | 七尾市   |
| 久木村           | 久木村           | 久木村                       | 西島村                     | 西島村                       | 西島村                               | 昭和30年2月1日 能登島町            | 能登島町                         | 平成16年10月1日 七尾市  | 七尾市   |
| 田尻村           | 田尻村           | 田尻村                       | 西島村                     | 西島村                       | 西島村                               | 昭和30年2月1日 能登島町            | 能登島町                         | 平成16年10月1日 七尾市  | 七尾市   |
| 半浦村           | 半浦村           | 半浦村                       | 西島村                     | 西島村                       | 西島村                               | 昭和30年2月1日 能登島町            | 能登島町                         | 平成16年10月1日 七尾市  | 七尾市   |
| 須曽村           | 須曽村           | 須曽村                       | 西島村                     | 西島村                       | 西島村                               | 昭和30年2月1日 能登島町            | 能登島町                         | 平成16年10月1日 七尾市  | 七尾市   |
| 佐々波村         | 佐々波村         | 佐々波村                     | 北大呑村                   | 北大呑村                     | 北大呑村                             | 昭和29年3月31日 七尾市に編入       | 七尾市                           | 平成16年10月1日 七尾市  | 七尾市   |
| 菅沢村           | 菅沢村           | 菅沢村                       | 北大呑村                   | 北大呑村                     | 北大呑村                             | 昭和29年3月31日 七尾市に編入       | 七尾市                           | 平成16年10月1日 七尾市  | 七尾市   |
| 須能村           | 須能村           | 須能村                       | 北大呑村                   | 北大呑村                     | 北大呑村                             | 昭和29年3月31日 七尾市に編入       | 七尾市                           | 平成16年10月1日 七尾市  | 七尾市   |
| 麻生村           | 麻生村           | 麻生村                       | 北大呑村                   | 北大呑村                     | 北大呑村                             | 昭和29年3月31日 七尾市に編入       | 七尾市                           | 平成16年10月1日 七尾市  | 七尾市   |
| 小栗村           | 小栗村           | 小栗村                       | 北大呑村                   | 北大呑村                     | 北大呑村                             | 昭和29年3月31日 七尾市に編入       | 七尾市                           | 平成16年10月1日 七尾市  | 七尾市   |
| 槙山村           |                  | 小栗村                       | 北大呑村                   | 北大呑村                     | 北大呑村                             | 昭和29年3月31日 七尾市に編入       | 七尾市                           | 平成16年10月1日 七尾市  | 七尾市   |
| 清水平村         | 清水平村         | 清水平村                     | 北大呑村                   | 北大呑村                     | 北大呑村                             | 昭和29年3月31日 七尾市に編入       | 七尾市                           | 平成16年10月1日 七尾市  | 七尾市   |
| 外林村           | 外林村           | 外林村                       | 北大呑村                   | 北大呑村                     | 北大呑村                             | 昭和29年3月31日 七尾市に編入       | 七尾市                           | 平成16年10月1日 七尾市  | 七尾市   |
| 江泊村           | 江泊村           | 江泊村                       | 北大呑村                   | 北大呑村                     | 北大呑村                             | 昭和29年3月31日 七尾市に編入       | 七尾市                           | 平成16年10月1日 七尾市  | 七尾市   |
| 柑子山村         | 柑子山村         | 柑子山村                     | 北大呑村                   | 北大呑村                     | 北大呑村                             | 昭和29年3月31日 七尾市に編入       | 七尾市                           | 平成16年10月1日 七尾市  | 七尾市   |
| 庵村             | 庵村             | 庵村                         | 北大呑村                   | 北大呑村                     | 北大呑村                             | 昭和29年3月31日 七尾市に編入       | 七尾市                           | 平成16年10月1日 七尾市  | 七尾市   |
| 大野木村         | 大野木村         | 大野木村                     | 北大呑村                   | 北大呑村                     | 北大呑村                             | 昭和29年3月31日 七尾市に編入       | 七尾市                           | 平成16年10月1日 七尾市  | 七尾市   |
| 黒崎村           | 黒崎村           | 黒崎村                       | 南大呑村                   | 南大呑村                     | 南大呑村                             | 昭和29年3月31日 七尾市に編入       | 七尾市                           | 平成16年10月1日 七尾市  | 七尾市   |
| 花園村           | 花園村           | 花園村                       | 南大呑村                   | 南大呑村                     | 南大呑村                             | 昭和29年3月31日 七尾市に編入       | 七尾市                           | 平成16年10月1日 七尾市  | 七尾市   |
| 東浜村           | 東浜村           | 東浜村                       | 南大呑村                   | 南大呑村                     | 南大呑村                             | 昭和29年3月31日 七尾市に編入       | 七尾市                           | 平成16年10月1日 七尾市  | 七尾市   |
| 大泊村           | 大泊村           | 大泊村                       | 南大呑村                   | 南大呑村                     | 南大呑村                             | 昭和29年3月31日 七尾市に編入       | 七尾市                           | 平成16年10月1日 七尾市  | 七尾市   |
| 山崎村           | 山崎村           | 山崎村                       | 南大呑村                   | 南大呑村                     | 南大呑村                             | 昭和29年3月31日 七尾市に編入       | 七尾市                           | 平成16年10月1日 七尾市  | 七尾市   |
| 熊淵村           | 熊淵村           | 熊淵村                       | 南大呑村                   | 南大呑村                     | 南大呑村                             | 昭和29年3月31日 七尾市に編入       | 七尾市                           | 平成16年10月1日 七尾市  | 七尾市   |
| 上湯川村         | 上湯川村         | 上湯川村                     | 崎山村                     | 崎山村                       | 崎山村                               | 昭和29年3月31日 七尾市に編入       | 七尾市                           | 平成16年10月1日 七尾市  | 七尾市   |
| 岡村             | 岡村             | 岡村                         | 崎山村                     | 崎山村                       | 崎山村                               | 昭和29年3月31日 七尾市に編入       | 七尾市                           | 平成16年10月1日 七尾市  | 七尾市   |
| 三室村           | 三室村           | 三室村                       | 崎山村                     | 崎山村                       | 崎山村                               | 昭和29年3月31日 七尾市に編入       | 七尾市                           | 平成16年10月1日 七尾市  | 七尾市   |
| 鵜浦村           | 鵜浦村           | 鵜浦村                       | 崎山村                     | 崎山村                       | 崎山村                               | 昭和29年3月31日 七尾市に編入       | 七尾市                           | 平成16年10月1日 七尾市  | 七尾市   |
| 三階村           | 三階村           | 明治14年 西三階村            | 高階村                     | 高階村                       | 高階村                               | 昭和29年3月31日 七尾市に編入       | 七尾市                           | 平成16年10月1日 七尾市  | 七尾市   |
| 三階村           | 三階村           | 明治14年 東三階村            | 高階村                     | 高階村                       | 高階村                               | 昭和29年3月31日 七尾市に編入       | 七尾市                           | 平成16年10月1日 七尾市  | 七尾市   |
| 町屋村           | 町屋村           | 町屋村                       | 高階村                     | 高階村                       | 高階村                               | 昭和29年3月31日 七尾市に編入       | 七尾市                           | 平成16年10月1日 七尾市  | 七尾市   |
| 温井村           | 温井村           | 温井村                       | 高階村                     | 高階村                       | 高階村                               | 昭和29年3月31日 七尾市に編入       | 七尾市                           | 平成16年10月1日 七尾市  | 七尾市   |
| 池崎村           | 池崎村           | 池崎村                       | 高階村                     | 高階村                       | 高階村                               | 昭和29年3月31日 七尾市に編入       | 七尾市                           | 平成16年10月1日 七尾市  | 七尾市   |
| 般若野村         | 般若野村         | 般若野村                     | 高階村                     | 高階村                       | 高階村                               | 昭和29年3月31日 七尾市に編入       | 七尾市                           | 平成16年10月1日 七尾市  | 七尾市   |
| 満仁村           | 満仁村           | 満仁村                       | 高階村                     | 高階村                       | 高階村                               | 昭和29年3月31日 七尾市に編入       | 七尾市                           | 平成16年10月1日 七尾市  | 七尾市   |
| 藤野村           | 藤野村           | 藤野村                       | 矢田郷村                   | 矢田郷村                     | 昭和14年7月20日 七尾市               | 七尾市                             | 七尾市                           | 平成16年10月1日 七尾市  | 七尾市   |
| 後畠村           | 後畠村           | 後畠村                       | 矢田郷村                   | 矢田郷村                     | 昭和14年7月20日 七尾市               | 七尾市                             | 七尾市                           | 平成16年10月1日 七尾市  | 七尾市   |
| 竹町村           | 竹町村           | 竹町村                       | 矢田郷村                   | 矢田郷村                     | 昭和14年7月20日 七尾市               | 七尾市                             | 七尾市                           | 平成16年10月1日 七尾市  | 七尾市   |
| 古屋敷村         | 古屋敷村         | 古屋敷村                     | 矢田郷村                   | 矢田郷村                     | 昭和14年7月20日 七尾市               | 七尾市                             | 七尾市                           | 平成16年10月1日 七尾市  | 七尾市   |
| 古城村           | 古城村           | 古城村                       | 矢田郷村                   | 矢田郷村                     | 昭和14年7月20日 七尾市               | 七尾市                             | 七尾市                           | 平成16年10月1日 七尾市  | 七尾市   |
| 古府村           | 古府村           | 古府村                       | 矢田郷村                   | 矢田郷村                     | 昭和14年7月20日 七尾市               | 七尾市                             | 七尾市                           | 平成16年10月1日 七尾市  | 七尾市   |
| 矢田村           | 矢田村           | 矢田村                       | 矢田郷村                   | 矢田郷村                     | 昭和14年7月20日 七尾市               | 七尾市                             | 七尾市                           | 平成16年10月1日 七尾市  | 七尾市   |
| 小池川原村       | 小池川原村       | 小池川原村                   | 矢田郷村                   | 矢田郷村                     | 昭和14年7月20日 七尾市               | 七尾市                             | 七尾市                           | 平成16年10月1日 七尾市  | 七尾市   |
| 矢田新村         | 矢田新村         | 矢田新村                     | 矢田郷村                   | 矢田郷村                     | 昭和14年7月20日 七尾市               | 七尾市                             | 七尾市                           | 平成16年10月1日 七尾市  | 七尾市   |
| 所口村           | 大部分           | 所口村                       | 矢田郷村                   | 矢田郷村                     | 昭和14年7月20日 七尾市               | 七尾市                             | 七尾市                           | 平成16年10月1日 七尾市  | 七尾市   |
| 所口村           | 一部             | 所口村                       | 七尾町                     | 七尾町                       | 昭和14年7月20日 七尾市               | 七尾市                             | 七尾市                           | 平成16年10月1日 七尾市  | 七尾市   |
| 七尾町           | 七尾町           | 七尾町                       | 七尾町                     | 七尾町                       | 昭和14年7月20日 七尾市               | 七尾市                             | 七尾市                           | 平成16年10月1日 七尾市  | 七尾市   |
| 府中村           | 一部             | 府中村                       | 七尾町                     | 七尾町                       | 昭和14年7月20日 七尾市               | 七尾市                             | 七尾市                           | 平成16年10月1日 七尾市  | 七尾市   |
| 府中村           | 大部分           | 府中村                       | 矢田郷村                   | 矢田郷村                     | 昭和14年7月20日 七尾市               | 七尾市                             | 七尾市                           | 平成16年10月1日 七尾市  | 七尾市   |
| 天神川原村       | 天神川原村       | 天神川原村                   | 矢田郷村                   | 矢田郷村                     | 昭和14年7月20日 七尾市               | 七尾市                             | 七尾市                           | 平成16年10月1日 七尾市  | 七尾市   |
| 藤橋村           | 大部分           | 藤橋村                       | 矢田郷村                   | 矢田郷村                     | 昭和14年7月20日 七尾市               | 七尾市                             | 七尾市                           | 平成16年10月1日 七尾市  | 七尾市   |
| 藤橋村           | 一部             | 藤橋村                       | 七尾町                     | 七尾町                       | 昭和14年7月20日 七尾市               | 七尾市                             | 七尾市                           | 平成16年10月1日 七尾市  | 七尾市   |
| 小島村           | 一部             | 小島村                       | 七尾町                     | 七尾町                       | 昭和14年7月20日 七尾市               | 七尾市                             | 七尾市                           | 平成16年10月1日 七尾市  | 七尾市   |
| 小島村           | 大部分           | 小島村                       | 西湊村                     | 西湊村                       | 昭和14年7月20日 七尾市               | 七尾市                             | 七尾市                           | 平成16年10月1日 七尾市  | 七尾市   |
| 津向村           | 津向村           | 津向村                       | 西湊村                     | 西湊村                       | 昭和14年7月20日 七尾市               | 七尾市                             | 七尾市                           | 平成16年10月1日 七尾市  | 七尾市   |
| 直津村           | 直津村           | 直津村                       | 西湊村                     | 西湊村                       | 昭和14年7月20日 七尾市               | 七尾市                             | 七尾市                           | 平成16年10月1日 七尾市  | 七尾市   |
| 赤浦村           | 赤浦村           | 赤浦村                       | 西湊村                     | 西湊村                       | 昭和14年7月20日 七尾市               | 七尾市                             | 七尾市                           | 平成16年10月1日 七尾市  | 七尾市   |
| 赤浦新村         | 赤浦新村         | 赤浦新村                     | 西湊村                     | 西湊村                       | 昭和14年7月20日 七尾市               | 七尾市                             | 七尾市                           | 平成16年10月1日 七尾市  | 七尾市   |
| 松百村           | 松百村           | 松百村                       | 西湊村                     | 西湊村                       | 昭和14年7月20日 七尾市               | 七尾市                             | 七尾市                           | 平成16年10月1日 七尾市  | 七尾市   |
| 新保村           | 新保村           | 新保村                       | 西湊村                     | 西湊村                       | 昭和14年7月20日 七尾市               | 七尾市                             | 七尾市                           | 平成16年10月1日 七尾市  | 七尾市   |
| 祖浜村           | 祖浜村           | 祖浜村                       | 西湊村                     | 西湊村                       | 昭和14年7月20日 七尾市               | 七尾市                             | 七尾市                           | 平成16年10月1日 七尾市  | 七尾市   |
| 佐味村           | 佐味村           | 佐味村                       | 東湊村                     | 東湊村                       | 昭和14年7月20日 七尾市               | 七尾市                             | 七尾市                           | 平成16年10月1日 七尾市  | 七尾市   |
| 万行村           | 万行村           | 万行村                       | 東湊村                     | 東湊村                       | 昭和14年7月20日 七尾市               | 七尾市                             | 七尾市                           | 平成16年10月1日 七尾市  | 七尾市   |
| 佐野村           | 佐野村           | 佐野村                       | 東湊村                     | 東湊村                       | 昭和14年7月20日 七尾市               | 七尾市                             | 七尾市                           | 平成16年10月1日 七尾市  | 七尾市   |
| 大田村           | 大田村           | 大田村                       | 東湊村                     | 東湊村                       | 昭和14年7月20日 七尾市               | 七尾市                             | 七尾市                           | 平成16年10月1日 七尾市  | 七尾市   |
| 沢野村           | 沢野村           | 沢野村                       | 東湊村                     | 東湊村                       | 昭和14年7月20日 七尾市               | 七尾市                             | 七尾市                           | 平成16年10月1日 七尾市  | 七尾市   |
| 殿村             | 殿村             | 殿村                         | 東湊村                     | 東湊村                       | 昭和14年7月20日 七尾市               | 七尾市                             | 七尾市                           | 平成16年10月1日 七尾市  | 七尾市   |
| 大田新村         | 大田新村         | 大田新村                     | 東湊村                     | 東湊村                       | 昭和14年7月20日 七尾市               | 七尾市                             | 七尾市                           | 平成16年10月1日 七尾市  | 七尾市   |
| 八幡村           | 八幡村           | 八幡村                       | 徳田村                     | 徳田村                       | 昭和14年7月20日 七尾市               | 七尾市                             | 七尾市                           | 平成16年10月1日 七尾市  | 七尾市   |
| 千野村           | 千野村           | 千野村                       | 徳田村                     | 徳田村                       | 昭和14年7月20日 七尾市               | 七尾市                             | 七尾市                           | 平成16年10月1日 七尾市  | 七尾市   |
| 国下村           | 国下村           | 国下村                       | 徳田村                     | 徳田村                       | 昭和14年7月20日 七尾市               | 七尾市                             | 七尾市                           | 平成16年10月1日 七尾市  | 七尾市   |
| 中挟村           | 中挟村           | 中挟村                       | 徳田村                     | 徳田村                       | 昭和14年7月20日 七尾市               | 七尾市                             | 七尾市                           | 平成16年10月1日 七尾市  | 七尾市   |
| 多根村           | 多根村           | 多根村                       | 徳田村                     | 徳田村                       | 昭和14年7月20日 七尾市               | 七尾市                             | 七尾市                           | 平成16年10月1日 七尾市  | 七尾市   |
| 八田村           | 八田村           | 八田村                       | 徳田村                     | 徳田村                       | 昭和14年7月20日 七尾市               | 七尾市                             | 七尾市                           | 平成16年10月1日 七尾市  | 七尾市   |
| 白馬村           | 白馬村           | 白馬村                       | 徳田村                     | 徳田村                       | 昭和14年7月20日 七尾市               | 七尾市                             | 七尾市                           | 平成16年10月1日 七尾市  | 七尾市   |
| 細口村           | 細口村           | 細口村                       | 徳田村                     | 徳田村                       | 昭和14年7月20日 七尾市               | 七尾市                             | 七尾市                           | 平成16年10月1日 七尾市  | 七尾市   |
| 国分村           | 国分村           | 国分村                       | 徳田村                     | 徳田村                       | 昭和14年7月20日 七尾市               | 七尾市                             | 七尾市                           | 平成16年10月1日 七尾市  | 七尾市   |
| 若林村           | 若林村           | 若林村                       | 徳田村                     | 徳田村                       | 昭和14年7月20日 七尾市               | 七尾市                             | 七尾市                           | 平成16年10月1日 七尾市  | 七尾市   |
| 飯川村           | 飯川村           | 飯川村                       | 徳田村                     | 徳田村                       | 昭和14年7月20日 七尾市               | 七尾市                             | 七尾市                           | 平成16年10月1日 七尾市  | 七尾市   |
| 江曽村           | 江曽村           | 江曽村                       | 徳田村                     | 徳田村                       | 昭和14年7月20日 七尾市               | 七尾市                             | 七尾市                           | 平成16年10月1日 七尾市  | 七尾市   |
| 下村             | 下村             | 下村                         | 徳田村                     | 徳田村                       | 昭和14年7月20日 七尾市               | 七尾市                             | 七尾市                           | 平成16年10月1日 七尾市  | 七尾市   |
| 石崎村           | 石崎村           | 石崎村                       | 石崎村                     | 石崎村                       | 昭和14年7月20日 七尾市               | 七尾市                             | 七尾市                           | 平成16年10月1日 七尾市  | 七尾市   |
| 奥原村           | 奥原村           | 奥原村                       | 端村                       | 昭和9年6月1日 和倉町         | 昭和14年7月20日 七尾市               | 七尾市                             | 七尾市                           | 平成16年10月1日 七尾市  | 七尾市   |
| 和倉村           | 和倉村           | 和倉村                       | 端村                       | 昭和9年6月1日 和倉町         | 昭和14年7月20日 七尾市               | 七尾市                             | 七尾市                           | 平成16年10月1日 七尾市  | 七尾市   |
| 新屋村           | 新屋村           | 新屋村                       | 端村                       | 昭和9年6月1日 和倉町         | 昭和14年7月20日 改称 田鶴浜町        | 昭和29年3月31日 田鶴浜町           | 田鶴浜町                         | 平成16年10月1日 七尾市  | 七尾市   |
| 川尻村           | 川尻村           | 川尻村                       | 端村                       | 昭和9年6月1日 和倉町         | 昭和14年7月20日 改称 田鶴浜町        | 昭和29年3月31日 田鶴浜町           | 田鶴浜町                         | 平成16年10月1日 七尾市  | 七尾市   |
| 垣吉村           | 垣吉村           | 垣吉村                       | 端村                       | 昭和9年6月1日 和倉町         | 昭和14年7月20日 改称 田鶴浜町        | 昭和29年3月31日 田鶴浜町           | 田鶴浜町                         | 平成16年10月1日 七尾市  | 七尾市   |
| 舟尾村           | 舟尾村           | 舟尾村                       | 端村                       | 昭和9年6月1日 和倉町         | 昭和14年7月20日 改称 田鶴浜町        | 昭和29年3月31日 田鶴浜町           | 田鶴浜町                         | 平成16年10月1日 七尾市  | 七尾市   |
| 田鶴浜村         | 田鶴浜村         | 田鶴浜村                     | 田鶴浜村                   | 昭和9年6月1日 和倉町         | 昭和14年7月20日 改称 田鶴浜町        | 昭和29年3月31日 田鶴浜町           | 田鶴浜町                         | 平成16年10月1日 七尾市  | 七尾市   |
| 鶴尾尻村         | 鶴尾尻村         | 鶴尾尻村                     | 田鶴浜村                   | 昭和9年6月1日 和倉町         | 昭和14年7月20日 改称 田鶴浜町        | 昭和29年3月31日 田鶴浜町           | 田鶴浜町                         | 平成16年10月1日 七尾市  | 七尾市   |
| 三引村           | 三引村           | 三引村                       | 赤蔵村                     | 昭和9年6月1日 和倉町         | 昭和14年7月20日 改称 田鶴浜町        | 昭和29年3月31日 田鶴浜町           | 田鶴浜町                         | 平成16年10月1日 七尾市  | 七尾市   |
| 高田村           | 高田村           | 高田村                       | 赤蔵村                     | 昭和9年6月1日 和倉町         | 昭和14年7月20日 改称 田鶴浜町        | 昭和29年3月31日 田鶴浜町           | 田鶴浜町                         | 平成16年10月1日 七尾市  | 七尾市   |
| 杉森村           | 杉森村           | 杉森村                       | 赤蔵村                     | 昭和9年6月1日 和倉町         | 昭和14年7月20日 改称 田鶴浜町        | 昭和29年3月31日 田鶴浜町           | 田鶴浜町                         | 平成16年10月1日 七尾市  | 七尾市   |
| 白浜村           | 白浜村           | 白浜村                       | 金ヶ崎村                   | 金ヶ崎村                     | 金ヶ崎村                             | 昭和29年3月31日 田鶴浜町           | 田鶴浜町                         | 平成16年10月1日 七尾市  | 七尾市   |
| 深見村           | 深見村           | 深見村                       | 金ヶ崎村                   | 金ヶ崎村                     | 金ヶ崎村                             | 昭和29年3月31日 田鶴浜町           | 田鶴浜町                         | 平成16年10月1日 七尾市  | 七尾市   |
| 大津村           | 大津村           | 大津村                       | 金ヶ崎村                   | 金ヶ崎村                     | 金ヶ崎村                             | 昭和29年3月31日 田鶴浜町           | 田鶴浜町                         | 平成16年10月1日 七尾市  | 七尾市   |
| 伊久留村         | 伊久留村         | 伊久留村                     | 相馬村                     | 相馬村                       | 相馬村                               | 昭和29年3月31日 田鶴浜町           | 田鶴浜町                         | 平成16年10月1日 七尾市  | 七尾市   |
| 七原村           | 七原村           | 七原村                       | 相馬村                     | 相馬村                       | 相馬村                               | 昭和29年3月31日 田鶴浜町           | 田鶴浜町                         | 平成16年10月1日 七尾市  | 七尾市   |
| 吉田村           | 吉田村           | 吉田村                       | 相馬村                     | 相馬村                       | 相馬村                               | 昭和29年3月31日 田鶴浜町           | 田鶴浜町                         | 平成16年10月1日 七尾市  | 七尾市   |
| 西下村           | 西下村           | 明治17年 改称 西下村         | 相馬村                     | 相馬村                       | 相馬村                               | 昭和29年3月31日 田鶴浜町           | 田鶴浜町                         | 平成16年10月1日 七尾市  | 七尾市   |
| 瀬戸村           | 瀬戸村           | 瀬戸村                       | 相馬村                     | 相馬村                       | 相馬村                               | 昭和29年3月31日 鳥屋町に編入       | 鳥屋町                           | 平成17年3月1日 中能登町 | 中能登町 |
| 花見月村         | 花見月村         | 花見月村                     | 相馬村                     | 相馬村                       | 相馬村                               | 昭和29年3月31日 鳥屋町に編入       | 鳥屋町                           | 平成17年3月1日 中能登町 | 中能登町 |
| 良川村           | 良川村           | 良川村                       | 鳥屋村                     | 鳥屋村                       | 昭和14年11月3日 町制 鳥屋町          | 鳥屋町                             | 鳥屋町                           | 平成17年3月1日 中能登町 | 中能登町 |
| 一青村           | 一青村           | 一青村                       | 鳥屋村                     | 鳥屋村                       | 昭和14年11月3日 町制 鳥屋町          | 鳥屋町                             | 鳥屋町                           | 平成17年3月1日 中能登町 | 中能登町 |
| 黒氏村           | 黒氏村           | 黒氏村                       | 鳥屋村                     | 鳥屋村                       | 昭和14年11月3日 町制 鳥屋町          | 鳥屋町                             | 鳥屋町                           | 平成17年3月1日 中能登町 | 中能登町 |
| 深沢村           | 深沢村           | 深沢村                       | 鳥屋村                     | 鳥屋村                       | 昭和14年11月3日 町制 鳥屋町          | 鳥屋町                             | 鳥屋町                           | 平成17年3月1日 中能登町 | 中能登町 |
| 新庄村           | 新庄村           | 新庄村                       | 鳥屋村                     | 鳥屋村                       | 昭和14年11月3日 町制 鳥屋町          | 鳥屋町                             | 鳥屋町                           | 平成17年3月1日 中能登町 | 中能登町 |
| 春木村           | 春木村           | 春木村                       | 鳥屋村                     | 鳥屋村                       | 昭和14年11月3日 町制 鳥屋町          | 鳥屋町                             | 鳥屋町                           | 平成17年3月1日 中能登町 | 中能登町 |
| 川田村           | 川田村           | 川田村                       | 鳥屋村                     | 鳥屋村                       | 昭和14年11月3日 町制 鳥屋町          | 鳥屋町                             | 鳥屋町                           | 平成17年3月1日 中能登町 | 中能登町 |
| 大槻村           | 大槻村           | 大槻村                       | 鳥屋村                     | 鳥屋村                       | 昭和14年11月3日 町制 鳥屋町          | 鳥屋町                             | 鳥屋町                           | 平成17年3月1日 中能登町 | 中能登町 |
| 末坂村           | 末坂村           | 末坂村                       | 鳥屋村                     | 鳥屋村                       | 昭和14年11月3日 町制 鳥屋町          | 鳥屋町                             | 鳥屋町                           | 平成17年3月1日 中能登町 | 中能登町 |
| 羽坂村           | 羽坂村           | 羽坂村                       | 鳥屋村                     | 鳥屋村                       | 昭和14年11月3日 町制 鳥屋町          | 鳥屋町                             | 鳥屋町                           | 平成17年3月1日 中能登町 | 中能登町 |
| 今羽坂村         | 今羽坂村         | 今羽坂村                     | 鳥屋村                     | 鳥屋村                       | 昭和14年11月3日 町制 鳥屋町          | 鳥屋町                             | 鳥屋町                           | 平成17年3月1日 中能登町 | 中能登町 |
| 廿九日村         | 廿九日村         | 廿九日村                     | 鳥屋村                     | 鳥屋村                       | 昭和14年11月3日 町制 鳥屋町          | 鳥屋町                             | 鳥屋町                           | 平成17年3月1日 中能登町 | 中能登町 |
| 二宮村           | 二宮村           | 二宮村                       | 越路村                     | 越路村                       | 昭和17年1月1日 町制 越路町           | 昭和30年1月1日 鹿島町              | 鹿島町                           | 平成17年3月1日 中能登町 | 中能登町 |
| 芹川村           | 芹川村           | 芹川村                       | 越路村                     | 越路村                       | 昭和17年1月1日 町制 越路町           | 昭和30年1月1日 鹿島町              | 鹿島町                           | 平成17年3月1日 中能登町 | 中能登町 |
| 芹川村原山分     | 芹川村原山分     | 芹川村原山分                 | 越路村                     | 越路村                       | 昭和17年1月1日 町制 越路町           | 昭和30年1月1日 鹿島町              | 鹿島町                           | 平成17年3月1日 中能登町 | 中能登町 |
| 浅井村           | 浅井村           | 浅井村                       | 越路村                     | 越路村                       | 昭和17年1月1日 町制 越路町           | 昭和30年1月1日 鹿島町              | 鹿島町                           | 平成17年3月1日 中能登町 | 中能登町 |
| 徳前村           | 徳前村           | 徳前村                       | 越路村                     | 越路村                       | 昭和17年1月1日 町制 越路町           | 昭和30年1月1日 鹿島町              | 鹿島町                           | 平成17年3月1日 中能登町 | 中能登町 |
| 武部村           | 武部村           | 武部村                       | 越路村                     | 越路村                       | 昭和17年1月1日 町制 越路町           | 昭和30年1月1日 鹿島町              | 鹿島町                           | 平成17年3月1日 中能登町 | 中能登町 |
| 石動山           | 石動山           | 石動山                       | 越路村                     | 越路村                       | 昭和17年1月1日 町制 越路町           | 昭和30年1月1日 鹿島町              | 鹿島町                           | 平成17年3月1日 中能登町 | 中能登町 |
| 坪川村           | 坪川村           | 坪川村                       | 越路村                     | 越路村                       | 昭和17年1月1日 町制 越路町           | 昭和30年1月1日 鹿島町              | 鹿島町                           | 平成17年3月1日 中能登町 | 中能登町 |
| 在江村           | 在江村           | 在江村                       | 越路村                     | 越路村                       | 昭和17年1月1日 町制 越路町           | 昭和30年1月1日 鹿島町              | 鹿島町                           | 平成17年3月1日 中能登町 | 中能登町 |
| 蟻ヶ原村         | 蟻ヶ原村         | 蟻ヶ原村                     | 越路村                     | 越路村                       | 昭和17年1月1日 町制 越路町           | 昭和30年1月1日 鹿島町              | 鹿島町                           | 平成17年3月1日 中能登町 | 中能登町 |
| 西村             | 西村             | 西村                         | 越路村                     | 越路村                       | 昭和17年1月1日 町制 越路町           | 昭和30年1月1日 鹿島町              | 鹿島町                           | 平成17年3月1日 中能登町 | 中能登町 |
| 久乃木村         | 久乃木村         | 久乃木村                     | 越路村                     | 越路村                       | 昭和17年1月1日 町制 越路町           | 昭和30年1月1日 鹿島町              | 鹿島町                           | 平成17年3月1日 中能登町 | 中能登町 |
| 高畠村           | 高畠村           | 高畠村                       | 御祖村                     | 御祖村                       | 御祖村                               | 昭和30年1月1日 鹿島町              | 鹿島町                           | 平成17年3月1日 中能登町 | 中能登町 |
| 高畠村原山分     | 高畠村原山分     | 高畠村原山分                 | 御祖村                     | 御祖村                       | 御祖村                               | 昭和30年1月1日 鹿島町              | 鹿島町                           | 平成17年3月1日 中能登町 | 中能登町 |
| 小金森村         | 小金森村         | 小金森村                     | 御祖村                     | 御祖村                       | 御祖村                               | 昭和30年1月1日 鹿島町              | 鹿島町                           | 平成17年3月1日 中能登町 | 中能登町 |
| 福田村           | 福田村           | 福田村                       | 御祖村                     | 御祖村                       | 御祖村                               | 昭和30年1月1日 鹿島町              | 鹿島町                           | 平成17年3月1日 中能登町 | 中能登町 |
| 藤井村           | 藤井村           | 藤井村                       | 御祖村                     | 御祖村                       | 御祖村                               | 昭和30年1月1日 鹿島町              | 鹿島町                           | 平成17年3月1日 中能登町 | 中能登町 |
| 小田中村         | 小田中村         | 小田中村                     | 御祖村                     | 御祖村                       | 御祖村                               | 昭和30年1月1日 鹿島町              | 鹿島町                           | 平成17年3月1日 中能登町 | 中能登町 |
| 祖祢村           | 祖祢村           | 祖祢村                       | 御祖村                     | 御祖村                       | 御祖村                               | 昭和30年1月1日 鹿島町              | 鹿島町                           | 平成17年3月1日 中能登町 | 中能登町 |
| 小田中村原山分   | 小田中村原山分   | 小田中村原山分               | 御祖村                     | 御祖村                       | 御祖村                               | 昭和30年1月1日 鹿島町              | 鹿島町                           | 平成17年3月1日 中能登町 | 中能登町 |
| 小竹村           | 小竹村           | 小竹村                       | 滝尾村                     | 滝尾村                       | 滝尾村                               | 昭和30年1月1日 鹿島町              | 鹿島町                           | 平成17年3月1日 中能登町 | 中能登町 |
| 水白村           | 水白村           | 水白村                       | 滝尾村                     | 滝尾村                       | 滝尾村                               | 昭和30年1月1日 鹿島町              | 鹿島町                           | 平成17年3月1日 中能登町 | 中能登町 |
| 尾崎村           | 尾崎村           | 尾崎村                       | 滝尾村                     | 滝尾村                       | 滝尾村                               | 昭和30年1月1日 鹿島町              | 鹿島町                           | 平成17年3月1日 中能登町 | 中能登町 |
| 井田村           | 井田村           | 井田村                       | 滝尾村                     | 滝尾村                       | 滝尾村                               | 昭和30年1月1日 鹿島町              | 鹿島町                           | 平成17年3月1日 中能登町 | 中能登町 |
| 東馬場村         | 東馬場村         | 東馬場村                     | 滝尾村                     | 滝尾村                       | 滝尾村                               | 昭和30年1月1日 鹿島町              | 鹿島町                           | 平成17年3月1日 中能登町 | 中能登町 |
| 最勝講村         | 最勝講村         | 最勝講村                     | 滝尾村                     | 滝尾村                       | 滝尾村                               | 昭和30年1月1日 鹿島町              | 鹿島町                           | 平成17年3月1日 中能登町 | 中能登町 |
| 久江村           | 久江村           | 久江村                       | 滝尾村                     | 明治26年2月17日 分立 久江村  | 久江村                               | 昭和30年1月1日 鹿島町              | 鹿島町                           | 平成17年3月1日 中能登町 | 中能登町 |
| 久江村原山分     | 久江村原山分     | 久江村原山分                 | 滝尾村                     | 明治26年2月17日 分立 久江村  | 久江村                               | 昭和30年1月1日 鹿島町              | 鹿島町                           | 平成17年3月1日 中能登町 | 中能登町 |
| 能登部下村       | 能登部下村       | 能登部下村                   | 能登部村                   | 昭和9年10月1日 町制 能登部町 | 能登部町                             | 昭和31年9月30日 鹿西町             | 鹿西町                           | 平成17年3月1日 中能登町 | 中能登町 |
| 能登部下村後山分 | 能登部下村後山分 | 能登部下村後山分             | 能登部村                   | 昭和9年10月1日 町制 能登部町 | 能登部町                             | 昭和31年9月30日 鹿西町             | 鹿西町                           | 平成17年3月1日 中能登町 | 中能登町 |
| 徳丸村           | 徳丸村           | 徳丸村                       | 能登部村                   | 昭和9年10月1日 町制 能登部町 | 能登部町                             | 昭和31年9月30日 鹿西町             | 鹿西町                           | 平成17年3月1日 中能登町 | 中能登町 |
| 上村             | 上村             | 上村                         | 能登部村                   | 昭和9年10月1日 町制 能登部町 | 能登部町                             | 昭和31年9月30日 鹿西町             | 鹿西町                           | 平成17年3月1日 中能登町 | 中能登町 |
| 上村後山分       | 上村後山分       | 上村後山分                   | 能登部村                   | 昭和9年10月1日 町制 能登部町 | 能登部町                             | 昭和31年9月30日 鹿西町             | 鹿西町                           | 平成17年3月1日 中能登町 | 中能登町 |
| 西馬場村         | 西馬場村         | 西馬場村                     | 能登部村                   | 昭和9年10月1日 町制 能登部町 | 能登部町                             | 昭和31年9月30日 鹿西町             | 鹿西町                           | 平成17年3月1日 中能登町 | 中能登町 |
| 金丸村           | 金丸村           | 金丸村                       | 金丸村                     | 金丸村                       | 金丸村                               | 昭和31年9月30日 鹿西町             | 鹿西町                           | 平成17年3月1日 中能登町 | 中能登町 |
| 大町村           | 大町村           | 大町村                       | 余喜村                     | 余喜村                       | 余喜村                               | 昭和31年9月30日 羽咋郡羽咋町の一部 | 昭和33年7月1日 市制 羽咋市の一部 | 羽咋市の一部            | 羽咋市   |
| 四柳村           | 四柳村           | 四柳村                       | 余喜村                     | 余喜村                       | 余喜村                               | 昭和31年9月30日 羽咋郡羽咋町の一部 | 昭和33年7月1日 市制 羽咋市の一部 | 羽咋市の一部            | 羽咋市   |
| 酒井村           | 酒井村           | 酒井村                       | 余喜村                     | 余喜村                       | 余喜村                               | 昭和31年9月30日 羽咋郡羽咋町の一部 | 昭和33年7月1日 市制 羽咋市の一部 | 羽咋市の一部            | 羽咋市   |
| 金丸出村         | 金丸出村         | 金丸出村                     | 余喜村                     | 余喜村                       | 余喜村                               | 昭和31年9月30日 羽咋郡羽咋町の一部 | 昭和33年7月1日 市制 羽咋市の一部 | 羽咋市の一部            | 羽咋市   |
| 下曽弥村         | 下曽弥村         | 下曽弥村                     | 余喜村                     | 余喜村                       | 余喜村                               | 昭和31年9月30日 羽咋郡羽咋町の一部 | 昭和33年7月1日 市制 羽咋市の一部 | 羽咋市の一部            | 羽咋市   |
| 鹿島路村         | 鹿島路村         | 鹿島路村                     | 鹿島路村                   | 鹿島路村                     | 鹿島路村                             | 昭和31年9月30日 羽咋郡羽咋町の一部 | 昭和33年7月1日 市制 羽咋市の一部 | 羽咋市の一部            | 羽咋市   |
| 潟崎村           | 潟崎村           | 潟崎村                       | 鹿島路村                   | 鹿島路村                     | 鹿島路村                             | 昭和31年9月30日 羽咋郡羽咋町の一部 | 昭和33年7月1日 市制 羽咋市の一部 | 羽咋市の一部            | 羽咋市   |

## 行政
| 代 | 氏名       | 就任                       | 退任                       | 前職           | 後職                         |
| -- | ---------- | -------------------------- | -------------------------- | -------------- | ---------------------------- |
| 1  | 大橋永孚   | 1878年（明治11年）12月17日 | 1879年（明治12年）6月11日  | 石川県四等属   | 依願免本官                   |
| 2  | 安達正輝   | 1879年（明治12年）6月11日  | 1881年（明治14年）5月28日  | 石川県六等警部 | 石川県五等警部兼石川県五等属 |
| 3  | 加藤鏆二   | 1881年（明治14年）5月30日  | 1890年（明治23年）5月9日   | 鳳至郡長       | 能美郡長                     |
| 4  | 大野木克俊 | 1890年（明治23年）5月9日   | 1890年（明治23年）12月27日 | 石川県属       | 羽咋郡長                     |
| 5  | 小川清太   | 1890年（明治23年）12月27日 | 1891年（明治24年）9月16日  | 羽咋郡長       | 非職                         |
| 6  | 大野木克俊 | 1891年（明治24年）10月16日 | 1892年（明治25年）3月7日   | 羽咋郡長       | 江沼郡長                     |
| 7  | 大塚志良   | 1892年（明治25年）3月7日   | 1898年（明治31年）1月19日  | 能美郡長       | 非職                         |
| 8  | 富田輝象   | 1898年（明治31年）1月21日  | 1904年（明治37年）7月26日  | 石川県属       | 能美郡長                     |
| 9  | 丹羽幹     | 1904年（明治37年）7月26日  | 1909年（明治42年）1月18日  | 鳳至郡長       | 石川郡長                     |
| 10 | 柴田是     | 1909年（明治42年）1月18日  | 1914年（大正3年）3月9日    | 石川郡長       | 能美郡長                     |
| 11 | 土田伊蔵   | 1914年（大正3年）3月9日    | 1914年（大正3年）8月21日   | 石川郡長       | 依願免本官                   |
| 12 | 小島勘重郎 | 1914年（大正3年）8月21日   | 1915年（大正4年）7月1日    | 石川県警部     | 石川郡長                     |
| 13 | 山口信定   | 1915年（大正4年）7月1日    | 1919年（大正8年）3月31日   | 能美郡長       | 依願免本官                   |
| 14 | 高橋秀     | 1919年（大正8年）3月31日   | 1923年（大正12年）12月27日 | 鳳至郡長       | 休職                         |
| 15 | 井村貞吉   | 1923年（大正12年）12月27日 | 1924年（大正13年）9月2日   | 江沼郡長       | 能美郡長                     |
| 16 | 北橋市五郎 | 1924年（大正13年）9月2日   | 1924年（大正13年）12月13日 | 鳳至郡長       | 依願免本官                   |
| 17 | 明浦俊巌   | 1924年（大正13年）12月13日 | 1926年（大正15年）7月1日   | 石川県属       | 廃官                         |